# Ngwa
Pour les articles homonymes, voir Ngwa (homonymie).
Ngwa ou Ngoua est un village de la commune de Nkongsamba III dans le département du Moungo. Localisé dans la région du Littoral, ce village situé sur la route de Nkongsamba - Manjo, à 12 km de Nkongsamba.

## Population
En 1966, le village de Ngwa comptait 789 habitants essentiellement des autochtones banéka et des Bamiléké. La population de Ngwa était de 515 habitants dont 261 hommes et 254 femmes, lors du recensement de 2005.

## Enseignement
Le Village abrite une école maternelle et une école primaire publique.

## Tourisme et culture
Les chutes de Ngwa sont situées à proximité du village par la route de Ngwa au pont sur la rivière Djouhé, sur les pentes du Mont Nlonako, il s'agit d'un site sacré pour lequel il convient de respecter les consignes de visite traditionnelles.